# بارونیان
بارونیان  (زبان ارمنی: Պարոնյան), یکی از نام‌های خانوادگی رایج در میان ارمنیان می‌باشد.
- هاکوپ بارونیان، نویسنده پرنفوذ، طنزپرداز، آموزگار و چهره اجتماعی
- زاره بارونیان،  راهب اعظم و متخصص الهیات
- تئاتر کمدی موزیکال پارونیان، سالن نمایش در ایروان، ارمنستان

## منبع
- Հովակիմյան, Բախտիար (2005). Հայոց ծածկանունների բառարան (PDF). Երևան: ԵՊՀ հրատ.